# پزشکی فیزیکی و توانبخشی
طب فیزیکی و توانبخشی یک رشتهٔ پزشکی تخصصی بالینی است که به پیشگیری، تشخيص، درمان و توانبخشي بيماريهاي مختلف می‌پردازد. فارغ التحصيلان پزشكي بعد از پايان دوره عمومي ، بمدت چهار سال دوره تخصص طب فيزيكي و توانبخشي را مي گزرانند.  در حال حاضر جزو رشته هاي پرطرفدار است.
استفاده از وسایل و مواد فیزیکی در درمان بیماری‌ها ریشه در تاریخ بشر دارد اما توجه روزافزون به این نوع درمان و گسترش اطلاعات علمی در این زمینه باعث شد از سال ۱۹۴۷ بورد تخصصی رشته طب فیزیکی و توانبخشی در آمریکا تصویب شود. در حال حاضر طب فیزیکی و توانبخشی شامل سه بخش طب توانبخشی، طب فیزیکی و الکترودیاگنوز است. این رشته به صورت مختصر «فیزیاتری» Physiatry و متخصصین این رشته «فیزیاتریست» Physiatrist نام دارند که از لغت یونانی physikos به معنای «فیزیک» و iatreia به معنای «هنر درمان» گرفته شده‌است. فیزیاتریست از درمانهای غیر داروئی در کنار سایر درمانهای متداول در درمان بیماری‌ها استفاده می‌کند و علاوه بر درمان بیماری در جهت رسیدن به حداکثر عملکرد بیمار و بهبود کیفیت زندگی تلاش می‌نماید.
طب فیزیکی یا استفاده از روش‌های فیزیکی شامل گرما، سرما، آب درمانی، ماساژ، مانیپولاسیون و جریان‌های الکتریکی از گذشته دور مورد استفاده بشر بوده و در نوشته‌های بقراط در ۴۰۰ سال قبل از میلاد به آن‌ها اشاره شده‌است. طب توانبخشی به معنی حفظ حداکثر عملکرد جسمی، روحی و اجتماعی فرد است.

## تاریخچه
سال ۱۹۲۰ پزشکانی که فیزیوتراپی نیز بکار می‌بردند انجمن جداگانه‌ای تشکیل دادند و سپس با تلاش این افراد انجمن طب فیزیکی تشکیل شد. در حال حاضر ۱۰۰۰۰ متخصص طب فیزیکی در جهان فعالیت می‌کنند و در ایران تا سال ۱۳۹۴ حدود ۵۰۰ متخصص طب فیزیکی و در ترکیه ۳۰۰۰ نفر متخصص طب فیزیکی وجود دارد که سطح بالایی از خدمات توانبخشی را به بیماران ارائه می‌نمایند. .
در طی جنگ جهانی اول به درمانهای فیزیکی در درمان بیماری‌ها توجه شد و پزشکان برای بهبود عملکرد بیماران به این درمانها روی آوردند. در سال ۱۹۲۰ پزشکانی که فیزیوتراپی نیز بکار می‌بردند انجمن جداگانه‌ای تشکیل دادند و سپس با تلاش این افراد انجمن طب فیزیکی تشکیل شد. در حال حاضر انجمن طب فیزیکی و توانبخشی آمریکا، انجمن فیزیاتریستهای آکادمیک و بورد طب فیزیکی و توانبخشی آمریکا وارث ۷۰ سال تلاش متخصصین این رشته‌اند. آموزش رسمی طب فیزیکی در سال ۱۹۲۶ توسط دکتر جان استنلی کولتر در دانشگاه نورت‌وسترن آغاز شد. کولتر برای دو دهه پیشگام آموزش طب فیزیکی و توانبخشی بود. دوره‌های اولیه برای پزشکان در حال طبابت برگزار می‌شد که ابتدا سه تا شش ماه بود و سپس به یکسال رسید. دهه ۱۹۳۰ شاهد توسعه بیشتر طب فیزیکی بود و دکتر فرانک کروزن در سال ۱۹۳۶ دوره تخصصی سه ساله این رشته را در مایو کلینیک بنیاد نهاد. در ۱۹۳۸ کولتر و کروزن آکادمی طب فیزیکی را بنیاد نهادند. کروزن نام «فیزیاتریست» را بر روی متخصصین این رشته نهاد و اولین کتاب طب فیزیکی را در سال ۱۹۴۱ نوشت. کروزن به عنوان پدر طب فیزیکی معرفی می‌شود.
تا جنگ جهانی دوم جامعه توجه زیادی به مسائل افراد معلول نداشت. در این سال‌ها تعداد زیاد معلولین ناشی از جنگ و همچنین اپیدمی فلج اطفال که باعث هراس عمومی شد توجه به طب توانبخشی را به خود جلب نمود. توانبخشی رئیس‌جمهور آمریکا، روزولت، و اثرات آن در بازگشت به کار توجه به این مسئله را بیشتر نمود. ۵۸۰۰۰ بیمار مبتلا به فلج اطفال باعث احساس نیاز شدید به فیزیاتریست‌ها شد تا با احاطه بر مسائل درمانی در کنار توانبخشی و توجه به عملکرد فرد، به درمان همه‌جانبه این بیماران بپردازند و به بازگشت این افراد به عنوان عضو مؤثر جامعه کمک نمایند.
از سوی دیگر پزشک متخصص داخلی بنام دکتر هوارد.ای. راسک به ناتوانی سربازان بدنبال بستری طولانی مدت در طی جنگ جهانی دوم توجه نمود. بسیاری از سربازان پس از دوران نقاهت قادر به بازگشت به خدمت نبودند. او به سختی موافقت مسئولین برای ارائه یک برنامه توانبخشی را به گروهی از بیماران در دوره نقاهت ارائه کرد و نتایج را با گروهی که دوره نقاهت خود را بدون توانبخشی می‌گذراندند مقایسه نمود. نتایج بقدری خوب بود که در مدت کوتاهی ارتش تمام مراکز خود را به مراکز طب توانبخشی مجهز نمود. همچنین این روش را به مراکز درمانی جامعه معرفی کرد. بعد از جنگ، راسک محل کار خود در میزوری را ترک کرد و برای سی سال در نیویورک به کار مشغول شد و انستیتو طب توانبخشی در نیویورک را بنیاد نهاد. با جذب بودجه برای توسعه طب توانبخشی در سرتاسر دنیا، توانست صدها متخصص طب توانبخشی را در کشورهای مختلف دنیا تربیت نماید. راسک توانبخشی تهاجمی را معرفی نمود که در حال حاضر به‌طور وسیعی بکار می‌رود. او بر این نکته تکیه داشت که بیماران نباید در دوره نقاهت غیرفعال بمانند. راسک به عنوان پدر طب توانبخشی معرفی می‌گردد.
پس از جنگ جهانی دوم سازمان سربازان سابق The Veterans Administration با توجه به تجارب فراوان خود در برخورد با سربازان دچار معلولیت دوره نوین طب فیزیکی و توانبخشی را بنیاد نهاد و در حال حاضر این رشته در تمام ۱۷۱ مرکز آن تدریس می‌شود. در سال ۱۹۴۷ بورد تخصصی طب فیزیکی تصویب شد و دو سال بعد با نظر راسک، طب توانبخشی نیز به آن افزوده شد. در ۱۹۵۰ خانم سواتزر که برای بهبود کیفیت زندگی افراد دچار ناتوانی و معلولیت فعالیت می‌نمود تحت تأثیر نتایج توانبخشی بیماران تحت نظر متخصصین طب فیزیکی و توانبخشی قرار گرفت و تلاش‌های او باعث جذب بودجه فراوانی جهت آموزش متخصصین طب فیزیکی و توانبخشی شد و مراکز متعدد تحقیقات توانبخشی در آمریکا گشایش یافت. در دهه ۱۹۵۰ الکترومیوگرافی نیز در کنار طب فیزیکی و توانبخشی قرار گرفت تا به تشخیص بیماری‌های نروماسکولار که عمده کار فیزیاتری را تشکیل می‌دهد کمک نماید. از نظر درمانی با آشنا شدن جامعه با طب فیزیکی و توانبخشی مراکز متعددی در سرتاسر آمریکا شروع به کار نمود و از دهه ۱۹۶۰ تحقیقات طب توانبخشی در مرکز توجه قرار گرفت و با گسترش دانش بتدریج فلوشیپ‌های متعددی در این رشته تشکیل شد که شامل طب ورزش، آسیب مغزی، توانبخشی قلبی، بیماری‌های نوروماسکولار، نوروفیزیولوژی بالینی، الکترومیوگرافی، آسیب نخاع، سکته مغزی، تحقیقات توانبخشی، توانبخشی بیماری‌های اعصاب، طب درد، طب توانبخشی اطفال، درمانهای تهاجمی و ستون فقرات است. تاکنون رشته‌های فوق تخصصی طب آسیب نخاع(۱۹۹۵)، درمان درد(۱۹۹۸)، طب توانبخشی اطفال(۱۹۹۹) مورد تأیید قرار گرفته‌اند.
با افزایش سن جامعه و درمان بیماران مزمن در کنار کنترل بیماری‌های عفونی توجه به طب فیزیکی و توانبخشی به‌طور روزافزونی در حال گسترش است تا در کنار درمان بیماری به کیفیت زندگی نیز توجه کافی شود.

## شاخه های طب فیزیکی
طب فیزیکی و توانبخشی ممکن است درمان بیمار را با ترکیبی از دارو، فیزیوتراپی، ماساژ، ورزش‌درمانی، تزریق استروئید اپیدورال، اوزون تراپی، لیزر درمانی و... به انجام برساند. به‌طور کلی فعالیت PMR به سه شاخه طب فیزیکی یا طب موسکولو اسکلتال (سیستم عضلانی - اسکلتی)، طب الکترودیاگنوزیس و طب بازتوانی یا توانبخشی تقسیم می‌شود.

#### طب فیزیکی
در طب فیزیکی به تشخیص و درمان‌های غیر جراحی مشکلات مربوط به فیزیک بدن و به خصوص دردها پرداخته می‌شود. فیزیاتریست با معاینه بالینی، گرفتن شرح حال از بیمار و با کمک تست‌های تصویربرداری و تشخیصی نظیر رادیوگرافی، MRI، آزمایش‌های شیمیایی، نوار عصب و عضله و … تلاش می‌کند تا مشکل بیمار را به درستی و با دقت شناسایی کند. سپس با درمان‌های دارویی و مداخلات فیزیکی مانند ورزش‌درمانی، مانیپولاسیون (درمان‌های دستی)، تزریق‌های تخصصی داخل مفاصل یا بافت آسیب‌دیده، ماساژ درمانی، لیزر درمانی، اوزون درمانی و … به درمان می‌پردازند.

#### طب الکترودیاگنوزیس
طب الکترودیاگنوزیس شامل راهکارهای تشخیصی بیماری‌های اعصاب محیطی و عضلات به کمک تست عصب و عضله است. روشهاي ديگر شامل پتانسيل هاي بر انگيخته است كه مسيرهاي حسي و حركتي نخاع بررسي مي شود.  از بیماری‌های شایع اعصاب و عضلات (نوروموسکولو) می‌توان به نوروپاتی‌ها، میوپاتی‌ها، بیماری‌های قطع اعصاب و شبکه‌های عصبی، گرفتگی اعصاب، دیسک کمر و گردن، فلج اطفال، سندرم تونل کارپ، سیاتیک، خواب‌رفتگی یا گزگز دست‌ها اشاره کرد.

#### طب بازتوانی یا توانبخشی
طب بازتوانی یا توانبخشی مجموعه فعالیت‌هایی است که به منظور بازتوانی بیماران انجام می‌شود و هدف آن بهبود و حفظ حداکثر عملکرد جسمی، روحی و اجتماعی فرد است. در این بخش، اغلب بیماران دچار ناتوانی‌های اکتسابی مانند بیماران دچار آسیب‌های ورزشی، سکته‌های مغزی، سکته‌های قلبی، ضایعات نخاعی و بیماران مبتلا به ناتوانی‌های مادرزادی مانند فلج مغزی تحت درمان قرار می‌گیرند.

## توانبخشي بیماران کرونایی
نشان داده شده است هشت هفته تمرینات پیلاتس و پیلاتس در آب در افرادی که بیماری کرونا را همراه با درگیری شدید ریوی تجربه کردند به شکل معناداری عملکرد ریوی و کیفیت زندگی آنها را بهبود بخشیده است.

## تاریخ طب فیزیکی و توانبخشی در ایران
در ایران با تغییر رویکرد سیستم بهداشتی ایران در سال‌های ۱۳۴۰ شمسی دولت وقت تصمیم به ايجاد رشته تخصصي توانبخشی گرفت و در این راستا تعدادی  به صورت آزاد و تعدادي به صورت بورسیه از سوی نیروهای نظامی برای تحصیل رشته طب فیزیکی به آمريكا و کشورهای اروپایی اعزام شدند.
قدرت‌الله مقیمیان يكي از اولین متخصصين طب فیزیکی ایران بود که يكي از اولین مراکز طب فیزیکی توانبخشی ایران را در بیمارستان فیروزگر تهران بنا نهاد و تا زمان حیات خویش به تدریس این رشته در دانشگاه‌های تهران، ایران و شهید بهشتی پرداختند. در ایران اولين بيمارستان توانبخشي  خاورميانه در بيمارستان شفايحيائيان تاسيس شد. از سال ۱۳۹۴ بیمارستان توانبخشی رفیده در تهران با حضور متخصصین طب فیزیکی و توانبخشی راه اندازی شد.

### گروه طب فیزیکی و توانبخشی دانشگاه علوم پزشکی ایران
دانشگاه علوم پزشکی ایران دارای قدیمی‌ترین مراکز طب فیزیکی و توانبخشی کشور در حال حاضر بخش‌های آموزشی طب فیزیکی و توانبخشی در بیمارستان‌های فیروزگر و شفا یحیائیان و حضرت فاطمه ، رسول اکرم  و علي اصغر فعال می‌باشند.
این دانشگاه تا سال ۱۳۹۴ دارای ۱۱ عضو هیوت علمی می‌باشد و سالانه بین ۸ تا 10 دستیار آموزشی پذیرش می‌نماید.